# Liste der Bodendenkmäler in Kirchanschöring
Auf dieser Seite sind die Bodendenkmäler in der oberbayerischen Gemeinde Kirchanschöring zusammengestellt. Diese Tabelle ist eine Teilliste der Liste der Bodendenkmäler in Bayern. Grundlage ist die Bayerische Denkmalliste, die auf Basis des Bayerischen Denkmalschutzgesetzes vom 1. Oktober 1973 erstmals erstellt wurde und seither durch das Bayerische Landesamt für Denkmalpflege geführt wird. Die folgenden Angaben ersetzen nicht die rechtsverbindliche Auskunft der Denkmalschutzbehörde.

## Bodendenkmäler in Kirchanschöring
| Lage                     | Objekt | Akten-Nr.     | Bild           |
| ------------------------ | --- | ------------- | -------------- |
| (Standort)               | Abgegangenes Hofmarkschloss des späten Mittelalters und der frühen Neuzeit (Schloss Lampoding).                                                                 | D-1-8042-0013 |                |
| (Standort)               | Körpergräber des frühen Mittelalters. | D-1-8042-0018 |                |
| (Standort)               | Grabhügel vorgeschichtlicher Zeitstellung | D-1-8042-0128 |                |
| Kirchenweg 14 (Standort) | Untertägige spätmittelalterliche und frühneuzeitliche Befunde im Bereich der katholischen Kuratiekirche St. Ägidius in Kirchstein.                              | D-1-8042-0140 | weitere Bilder |
| (Standort)               | Untertägige spätmittelalterliche und frühneuzeitliche Befunde im Bereich der katholischen Filial- und ehemaligen Pfarrhofkirche St. Anna in Reichersdorf.       | D-1-8042-0169 | weitere Bilder |
| Eichetweg 10 (Standort)  | Untertägige frühneuzeitliche Befunde im Bereich der katholischen Kapelle Maria Loreto (Eichetkapelle) in Lampoding und ihres Vorgängerbaus.                     | D-1-8042-0170 |                |
| (Standort)               | Körpergräber der späten römischen Kaiserzeit. | D-1-8043-0110 |                |
| Kirchplatz 8 (Standort)  | Untertägige spätmittelalterliche und frühneuzeitliche Befunde im Bereich der katholischen Pfarrkirche St. Michael in Kirchanschöring und ihrer Vorgängerbauten. | D-1-8043-0123 | weitere Bilder |